# Phthonosema sidemiata
Phthonosema sidemiata là một loài bướm đêm trong họ Geometridae.